# Robert Rodat
Robert Rodat (* 1953, Keene, New Hampshire, USA) je americký filmový a televizní scenárista. Napsal scénáře k filmům jako je Zachraňte vojína Ryana, Kursk nebo Patriot.

## Tvorba
Rodat se podílel na filmech:
- 2018 The Catcher Was a Spy
- 2013 Thor: Temný svět
- 2011 Falling Skies (serial)
- 2000 Patriot
- 1999 36 hodin do smrti
- 1998 Zachraňte vojína Ryana
- 1997 Rozparovač
- 1996 Cesta domů
- 1995 Machři
- 1992 Soudruzi v akci